# Juan Luis Cipriani Thorne
Juan Luis Cipriani Thorne (Lima, 28 de dezembro de 1943) é um cardeal da Igreja Católica peruano, arcebispo emérito de Lima e membro da Opus Dei.
Em 25 de janeiro de 2025 foi público que o Vaticano o sancionava desde 2019, após alegações de ter cometido um ato de abuso sexual em 1983.  A acusação de abuso sexual foi feita pela primeira vez contra Cipriani em agosto de 2018.

## Vida inicial
É o quarto de onze irmãos, seus pais eram o médico Enrique Cipriani e Isabel Thorne, como ele, também foram fiéis da Prelazia do Opus Dei. Cipriani realizou os seus estudos de Engenharia Civil na Universidade Nacional de Engenharia. Durante esses anos, seu esporte favorito foi o basquetebol. Em 1969, sendo um de seus integrantes, a equipe nacional peruana ficou em quarto lugar no Campeonato Sul-Americano de Basquetebol Masculino.

## Sacerdócio
Ingressou na Opus Dei em 1962, onde recebeu a ordenação presbiteral no dia 21 de agosto de 1977.
Em 1974 viaja a Roma com o fim de estudar no Seminário Internacional da Prelazia do Opus Dei e na Universidade de Navarra, obtendo o título de doutor em teologia. Foi ordenado na Basílica de São Miguel de Madri, em 21 de agosto de 1977, retornado a Lima aos labores pastorais de seu cargo.
De regresso  ao Peru, foi professor de Teologia Moral na Faculdade de Teologia Pontifícia e Civil de Lima e Diretor Espiritual do Seminário de Lima (1981–1983); Capelão e professor da Escola de Direção em Lima com o tema Ética Empresarial; Capelão e professor da Escola Superior Montemar em Lima, antes de ser nomeado Vigário Regional do Opus Dei no Peru e Vice-Chanceler da Universidade de Piura (1986–1988).
Foi ordenado bispo no dia 3 de julho de 1988, pelas mãos de Juan Landázuri Ricketts, OFM, arcebispo de Lima, tendo como co-sagrantes Dom Luigi Dossena, núncio apostólico no Peru e Dom Federico Richter Fernandez-Prada, arcebispo de Ayacucho OFM.
Foi criado cardeal no consistório de 21 de fevereiro de 2001, presidido por João Paulo II, recebendo o título de Cardeal Presbítero de São Camilo de Lellis. É o primeiro cardeal do Opus Dei.
Em 25 de janeiro de 2019, o Papa Francisco aceitou sua renúncia ao governo pastoral da Arquidiocese de Lima.

## Polêmicas
É lembrado como uma figura midiática por várias de suas intervenções públicas. Entre elas, sua participação como mediador no assalto perpetrado pela organização terrorista Movimento Revolucionário Túpac Amaru (MRTA) à embaixada do Japão no Peru. Um episódio ocorrido em dezembro de 1996 e relatado em seu livro Doy fe (2012). Seguido e questionado igualmente, caracterizou-se por ser um bispo incômodo. Foi duramente criticado por sua proximidade com o ex-presidente Alberto Fujimori (ainda preso por corrupção), a quem defendeu em várias ocasiões. 
Durante boa parte de seu episcopado enfrentou o conflito na Pontifícia Universidade Católica do Peru (PUCP), cujos dirigentes se rebelaram contra sua autoridade e acabaram sendo desconhecidos pela Santa Sé, que lhes proibiu o uso dos títulos de “pontifícia” e “católica”. Uma controvérsia civil e canônica que durou anos e que se solucionou somente com a chegada do Papa Francisco, que ordenou recuar na proibição e enviou Giuseppe Versaldi para encontrar uma saída.
A crise na PUCP e outras situações explosivas, entre elas sua proximidade com o Sodalício de Vida Cristã (cujo fundador, Luis Fernando Figari, cometeu abusos de todo tipo), desgastaram a imagem pública do cardeal. No ponto mais alto do conflito com a universidade, Cipriani revogou as permissões para lecionar teologia a todos os docentes, entre eles a seu sucessor Carlos Gustavo Castillo Mattasoglio. A posterior intervenção vaticana devolveu essas licenças e retirou a casa de estudos do âmbito de influência do arcebispado limenho.

## Conclaves
- Conclave de 2005 - participou da eleição de Joseph Ratzinger como Papa Bento XVI.
- Conclave de 2013 - participou da eleição de Jorge Mario Bergoglio como Papa Francisco.